# Atlas de Verniquet

Tableau d'assemblage de l'atlas de Verniquet (fac-simile de 1900).

L'atlas de Verniquet est un ensemble de plans parcellaires de Paris levés par l'architecte Edme Verniquet à la veille de la Révolution.

## Description
L'emprise du plan s'étend jusqu'au mur des Fermiers généraux, qui constituait les limites du Paris d'alors. Les nécessités de cadrage ont toutefois permis d'inclure les agglomérations, routes et chemins se trouvant à la proximité du mur d'octroi.